# Cena Jeana Nicoda
Jean Nicod Preis, francouzsky Prix Jean Nicod, je francouzské ocenění udělované každoročně od roku 1993 v Paříži za mimořádné úspěchy v oboru filosofie mysli a kognitivních věd.
Cenu udílí Centre national de la recherche scientifique (CNRS) a podporují ji École normale supérieure (ENS) a École des Hautes Études en Sciences Sociales (EHESS). Nese jméno francouzského filozofa Jeana Nicoda (1893-1931).
Cena je spojena s přednáškou oceněného, která je publikována v edici Jean Nicod Lectures series nakladatelství MIT Press.

## Nositelé
| Rok  | Jméno                          | Univerzita                                         | Název přednášky                                                                                   | ISBN publikace         |
| ---- | ------------------------------ | -------------------------------------------------- | ------------------------------------------------------------------------------------------------- | ---------------------- |
| 1993 | Jerry Fodor                    | Rutgers University                                 | The Elm and the Expert: Mentalese and Its Semantics                                               | ISBN 0262560933        |
| 1994 | Fred Dretske                   | Stanfordova univerzita                             | Naturalizing the Mind                                                                             | ISBN 0262540894        |
| 1995 | Donald Davidson                | UC Berkeley                                        |                                                                                                   |                        |
| 1996 | Hans Kamp                      | Univerzita Stuttgart                               | Thinking and Talking about Things                                                                 |                        |
| 1997 | Jon Elster                     | Columbia University                                | Strong Feelings. Emotion, Addiction, and Human Behavior                                           | ISBN 0262050560        |
| 1998 | Susan Carey                    | New York University                                | The Origins of Concepts: Evolution vs Culture                                                     |                        |
| 1999 | John Perry                     | Stanford University                                | Knowledge, Possibility, and Consciousness                                                         | ISBN 0262161990        |
| 2000 | John Searle                    | UC Berkeley                                        | Rationality in Action                                                                             | ISBN 0262194635        |
| 2001 | Daniel Dennett                 | Tufts University                                   | Sweet Dreams. Philosophical Obstacles to a Science of Consciousness                               | ISBN 0262042258        |
| 2002 | Ruth Millikan                  | University of Connecticut                          | Varieties of Meaning                                                                              | ISBN 0262134446        |
| 2003 | Ray Jackendoff                 | Brandeis University                                | Mental Structures. Language, Society, Consciousness                                               | ISBN 026210119X        |
| 2004 | Zenon Pylyshyn                 | Rutgers University                                 | Things and Places. How the mind connects with the world                                           | ISBN 978-0-262-16245-6 |
| 2005 | Gilbert Harman                 | Princeton University                               | The Problem of Induction and Statistical Learning Theory                                          | ISBN 978-0-262-08360-7 |
| 2006 | Michael Tomasello              | Max-Planck-Institut für evolutionäre Anthropologie | Origins of Human Communication                                                                    | ISBN 0262201771        |
| 2007 | Stephen Stich                  | Rutgers University                                 | Moral Theory Meets Cognitive Science: How the Cognitive Science Can Transform Traditional Debates |                        |
| 2008 | Kim Sterelny                   | Victoria University of Wellington                  | The Fate of the Third Chimpazee                                                                   |                        |
| 2009 | Elizabeth Spelke               | Harvard University                                 | Sources of Human Knowledge                                                                        |                        |
| 2010 | Tyler Burge                    | University of California                           | Thresholds of Reason                                                                              |                        |
| 2011 | Gergely Csibra, György Gergely | Central European University, Budapešť              | Natural Pedagogy                                                                                  |                        |
| 2013 | Ned Block                      | New York University                                | Conscious, Unconscious, Preconscious                                                              |                        |
| 2014 | Uta Frith Chris Frith          | University College London                          | What Makes Us Social?                                                                             |                        |
| 2015 | David Chalmers                 | New York University                                | Spatial Experience and Virtual Reality                                                            |                        |
| 2016 | Patrick Haggard                | University College London                          | Volition, Agency, Responsibility: Cognitive Mechanisms of Human Action                            |                        |
| 2017 | John Campbell                  | University of California, Berkeley                 | How Language Enters Perception                                                                    |                        |